# Nemesis (1839)

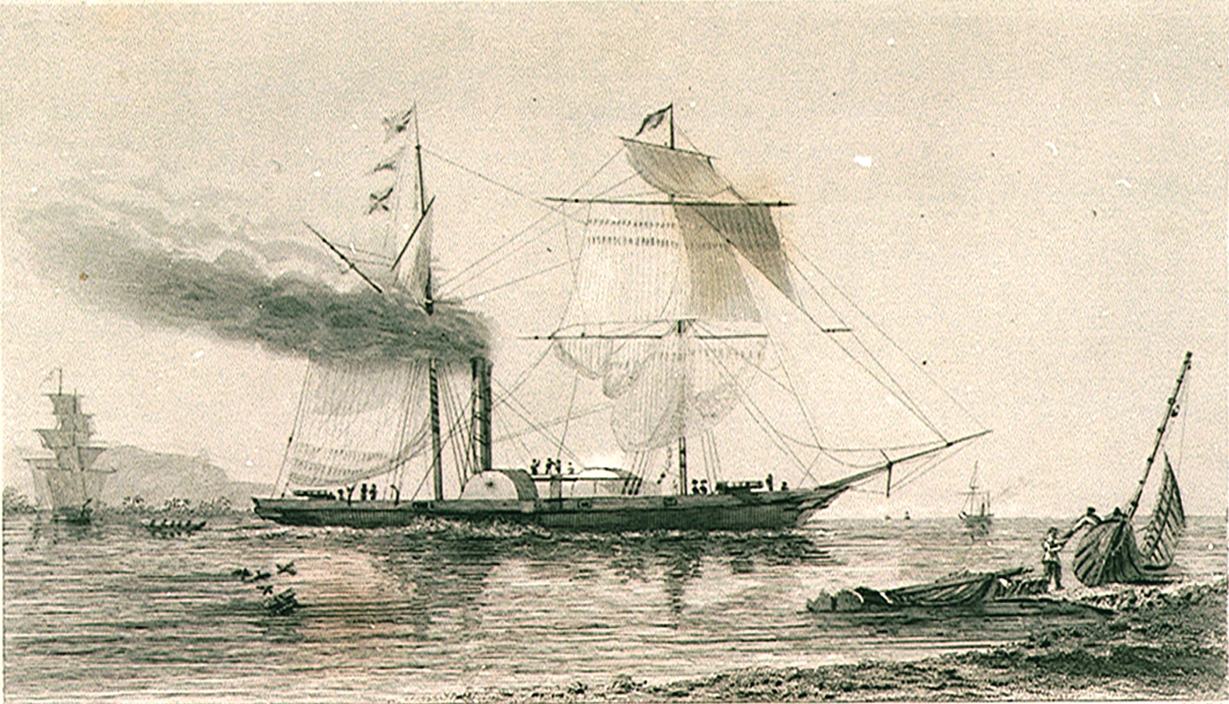
«Немезіс», гравюра 1844 року.

Nemesis — перший британський морехідний військовий корабель із металевим корпусом. Це найбільший із шести подібних кораблів, замовлених «Секретним комітетом» Ост-Індійської компанії. Nemesis, як і подібні до неї Phlegethon, Pluto, Proserpine, Ariadne та Medusa, побудували на верфі Джона Лейерда в Беркенгеді. Цей 56-метровий 660-тонний корабель з осадкою лише 1,8 метра був із двома 32-фунтовими, чотирма 6-фунтовими гарматами, а також установкою для запуску ракет Конгріва.
Спущений на воду у 1839 році, Nemesis вирушив до Китаю, діставшись туди наприкінці того ж року. Пароплав ефективно використовувався проти китайських кораблів у прибережних водах на річках під час Першої опіумної війни під командуванням капітана Вільяма Хатчеона Холла (William Hutcheon Hall) та, з 1842 року під командуванням капітана Річарда Коллінсона Китайці назвали «Немезіс» «диявольским кораблем».